# 히야마 신지로
히야마 신지로(일본어: 桧山 進次郎, 1969년 7월 1일 ~ )는 일본의 전 프로 야구 선수이다. 재일 한국인 3세 출신 한국계 일본인으로 귀화 전 한국명은 황진환(黃進煥)이며, 2016년 3월 4일에 일본으로 귀화했다.

## 인물

### 프로 입단 전
교토부 교토시 우쿄구 출신으로 헤이안 고등학교를 졸업하고 도토 대학 야구 연맹 소속의 도요 대학에 진학해 도토 대학 리그 통산 76경기에 출장, 261타수 83안타, 타율 3할 1푼 8리, 13홈런, 45타점을 기록한 것 외에도 베스트 나인을 3차례나 선정된 바가 있다. 제20회 미일 대학야구 선수권 대회 일본 대표팀 선수로 발탁되었을 당시에는 후에 프로팀에서 동료가 되는 가네모토 도모아키와 같은 방을 사용했다.
1991년 프로 야구 드래프트 회의에서 4순위로 한신 타이거스에게 입단해 기자 회견에서 “요미우리가 오로나민C라면, 리포비탄D의 CM를 하고 싶다”라고 말해 웃음을 자아냈다.

### 프로 입단 후

#### 1992년 ~ 1998년
1995년의 시즌 후반부터 부진에 시달리고 있던 가메야마 쓰토무를 대신해서 종반까지 6번·우익수로 기용되었고 이듬해 1996년에는 5번·좌익수로 활약해 주니치 드래건스의 노구치 시게키로부터 2경기에 걸쳐 4타석 연속 홈런을 때려내는 등 22개의 홈런을 기록했다.
1997년은 4번·우익수로서 출전해 모두 작년보다 자기 최고 기록을 경신하는 23개의 홈런과 82타점을 기록했지만 타율은 2할대 전반에 머물정도로 삼진도 많아 확실성의 면에서 과제를 남겼다.

#### 1999년 ~ 2001년
1999년에는 7번 타자로 뛰었고 2000년에는 대타 요원이 되었지만 이듬해 2001년에는 4번 타자로 복귀하면서 무리하게 장타를 노리지 않는 것으로 당시 역대 7위이자 구단 기록이 되는 28경기 연속 안타 나 자신으로서는 처음으로 타율 3할을 기록했다. 같은 해 한신의 선수 회장으로 부임했다.

#### 2002년
주로 5번·우익수로서 출전하였고 시즌 종료 후 FA를 선언했지만 타 구단에서의 오퍼가 없었고 권리를 행사한 후 한신에 잔류했다.

#### 2003년
하마나카 오사무가 4번·우익수로 들어오면서 1루수로 변환되었기 때문에 시즌 개막을 맞이했지만 1루 수비는 불안정했다. 5월에 하마나카가 오른쪽 어깨 부상으로 전력에서 이탈했기 때문에 4번·우익수로 복귀했다. 7월 2일의 주니치전에서는 역대 58번째(62번째)의 사이클링 안타를 달성했고 팀은 18년 만에 리그 우승을 제패했다. 일본 시리즈에서는 5차전에서 결승 적시타, 6차전에서는 홈런을 기록하는 등 우수 선수상을 수상했고 같은 해 자신은 선수 회장직에서 물러나 후임에는 이마오카 마코토가 부임했다.

#### 2004년
5월 5일의 히로시마 도요 카프전에서 1이닝 2개의 삼진이라는 프로 야구 타이 기록을 세웠지만 시즌 성적은 84타점, 타율 3할 6리 등 개인 최고 성적을 남겼다. 타격 스타일을 바꾼 2001년 이후 최다 기록인 18개의 홈런을 기록했다.

#### 2005년
쉐인 스펜서와의 병용으로 투입되었는데 시즌 초반에는 타격 부진에 시달렸지만 그 후에 타격감을 끌어 올리면서 8월 31일에는 프로 통산 150호 홈런을 기록했다. 그러나 그 때까지 순조로웠던 과거에 비하면 성적이 다소 떨어졌다.

#### 2006년
주로 대타로서 출전하였지만 부진에 시달리면서 1군 정착 후 가장 낮은 타율인 1할 8푼을 기록했고 대타로서도 출루율 3할, 타율은 2할 8리에 끝났다. 같은 해 두 번째가 되는 FA를 취득했지만 행사하지 않고 그대로 잔류했다.

#### 2007년
시즌 당초에는 2군에서 5월 4일에 1군으로 합류했지만 하마나카와 사쿠라이 고다이나 린웨이주 등의 활약도 있어 작년부터 선발 출전 기회는 줄어들었고, 대기 외야수로서도 가쓰라기 이쿠로의 호조의 그늘에 숨었다. 8월 21일의 도쿄 야쿠르트 스왈로스전에서 마쓰오카 겐이치로부터 자신으로서는 처음으로 대타 만루 홈런을 날려 팀의 역전 승리에 기여했다. 다음 경기에서도 적시타를 때려내는 등 이후에는 승부에 강한 타격감을 보였지만 전반기의 타격 부진의 영향으로 시즌 성적은 작년과 마찬가지로 타율 1할 대에 머물렀고 대타로서의 타율은 1할 8푼 6리를 기록하면서 작년부터 더욱 침체되었다. 10월 15일 데일리 스포츠 1면에 ‘한신을 탈퇴’라는 제목의 기사가 게재되었지만 정작 히야마는 자신의 홈페이지를 통해서 이를 부인했다.

#### 2008년
시즌 개막 직후부터 대타로 자주 출전하면서 안타를 기록하는 등 다카하시 미쓰노부, 사쿠라이 고다이 등과 함께 대타로서 활약을 했다. 승부에 강했다는 높은 평가를 받아 센트럴·퍼시픽 교류전을 중심으로 선발로서도 투입되었다. 타율 3할을 기록하면서 그 해부터 야기 히로시를 대신하는 ‘대타의 신’으로서 정착했다.

#### 2009년
주로 대타로서 출전했지만 작년보다 타격 성적은 침체되었다. 10월 4일 주니치와의 최종전에서 같은 해 마지막으로 은퇴를 표명한 다쓰나미 가즈요시에게 한신을 대표해서 꽃다발을 증정했다.

#### 2010년
5월 18일 후쿠오카 소프트뱅크 호크스전에서 도이 고로가 기록한 구단 신기록을 깨며 대타 통산 108안타를 기록했고, 6월 4일의 오릭스 버팔로즈전에서 구단 신기록이 되는 대타 통산 109안타를 기록했다. 또 9월 16일 요코하마 베이스타스전에서는 대타로 출전한 가네모토가 부상 때문에 수비 기용이 불투명해지면서 다른 대기 외야수를 모두 사용했기 때문에 9회말 1이닝만 우익수로 뛰었다. 수비에 투입된 것은 그 해 한 차례 밖에 없었지만 히야마가 타석에 서지 않고 수비만으로 출전하는 것은 2007년 7월 6일의 주니치전 이후 3년 만의 일이었다.

#### 2011년
5월 8일의 요코하마전에서는 7회에 적시타를 때려내며 대타로서의 통산 86타점으로 구단에서는 3위를 차지했고 5월 14일의 주니치전에서 9회말 2사에 대타로 타석에 들어서며 홈런을 때려내는 등 구단 신기록이 되는 대타 통산 14홈런과 구단에서 3위에 해당되는 대타 통산 87타점을 기록했다.

#### 2012년
개막 이후부터 대타로서 계속 출전하다가 5월 27일 사이타마 세이부 라이온스전에서는 5번·우익수로서 선발 출전했다. 선발 출전은 2009년 6월 13일 지바 롯데 마린스전 이후 3년 만의 일이지만 수비에 관한 선발 출전은 2008년 8월 7일의 히로시마전 이후 4년 만이었다. 8월 23일의 경기에서는 대타로서 2타점을 올리며 통산 대타 98타점을 기록해 센트럴 리그의 대타 통산 타점 기록 역대 3위, 한신 구단으로서는 역대 1위 타이 기록이 되었다.

#### 2013년
2013년 요미우리전에서 23타석만에 안타를 때리며 대타 통산 99타점을 기록했다. 한신 선수로는 역대 1위, 센트럴 리그에서는 역대 3위 기록이었다. 5월12일 야쿠르트전에서도 적시타를 때려 대타 통산 150안타, 대타 통산 100타점(양쪽 다 역대 3위)을 기록했다. 8월7일 히로시마전에서는 센트럴리그 역대 2위인 대타 통산 155안타를 쳤다. 9월7일 요미우리전 경기 전에 2013년 시즌을 마지막으로 은퇴하겠다고 밝혔다. 10월5일 요미우리전과 함께 구단이 주최한 은퇴식을 열었다. 10월13일 센트럴리그 챔피언시리즈 2차전에서 9회말 2사 1루, 2-7로 끌려가는 상황에서 대타로 출전해 2점 홈런을 쳤다. 그러나 한신은 4-7로 패배했다. 이것이 그의 현역 마지막 타석이었다.

## 현역 은퇴 후
2013년 현역 은퇴를 계기로 호리프로와 계약을 맺고 '야구&스포츠 해설가'로 변신했다. 2014년부터 아사히방송에서 야구 해설을 하고, 닛칸스포츠에 야구 평론을 게재하고 있다.

## 상세 정보

### 출신 학교
- 헤이안 고등학교
- 도요 대학

### 선수 경력
- 한신 타이거스(1992년 ~ 2013년)

### 수상·타이틀 경력
- 프레시 올스타전 MVP(1993년)
- 우수 JCB·MEP상 : 1회(1997년)
- JA전농 Go·Go상 : 1회(매직 글러브상 : 1999년 6월)
- 월간 MVP : 2회(2001년 7월, 2002년 5월)
- 일본 시리즈 우수 선수상 : 1회(2003년)

### 주요 기록

#### 첫 기록
- 첫 출장·첫 선발 출장 : 1992년 5월 30일, 대 요미우리 자이언츠 11차전(한신 고시엔 구장), 6번·우익수로서 선발 출장
- 첫 타점 : 상동, 4회말에 사이토 마사키로부터 2루 땅볼 사이에 주자가 홈인
- 첫 안타 : 1992년 5월 31일, 대 요미우리 자이언츠 12차전(한신 고시엔 구장), 5회말에 척 캐리로부터 투수 내야 안타
- 첫 홈런 : 1993년 5월 29일, 대 히로시마 도요 카프 6차전(야마가타 현 야구장), 4회초에 나가토미 히로시로부터

#### 기록 달성 경력
- 통산 100홈런 : 2002년 4월 23일, 대 히로시마 도요 카프 3차전(히로시마 시민 구장), 6회초에 하세가와 마사유키로부터 중월 2점 홈런 ※역대 218번째
- 통산 1000경기 출장 : 2003년 4월 10일, 대 주니치 드래건스 3차전(한신 고시엔 구장), 5번·1루수로서 선발 출장 ※역대 384번째
- 통산 1000안타 : 2004년 8월 25일, 대 요코하마 베이스타스 19차전(오사카 돔), 8회말에 하타 유지로부터 중전 적시타 ※역대 226번째
- 통산 150홈런 : 2005년 8월 31일, 대 주니치 드래건스 16차전(한신 고시엔 구장), 6회말에 가와카미 겐신으로부터 우월 솔로 홈런 ※역대 139번째
- 통산 1500경기 출장 : 2007년 9월 5일, 대 요코하마 베이스타스 18차전(한신 고시엔 구장), 6회말에 구보타 도모유키의 대타로서 출장 ※역대 154번째
- 통산 1000삼진 : 2008년 7월 18일, 대 주니치 드래건스 12차전(나고야 돔), 8회초에 가와카미 겐신으로부터 ※역대 42번째

#### 기타
- 28경기 연속 안타(2001년) ※구단 기록.
- 사이클링 안타 : 1회(2003년 7월 2일, 대 주니치 드래건스 전, 한신 고시엔 구장) ※역대 58번째(구단 역사상 4번째)
- 올스타전 출장 : 3회(1997년, 2002년, 2003년)

### 등번호
- 24(1992년 ~ 2013년)

### 연도별 타격 성적
| 연 도       | 소 속       | 경 기 | 타 석 | 타 수 | 득 점 | 안 타 | 2 루 타 | 3 루 타 | 홈 런 | 루 타 | 타 점 | 도 루 | 도 루 자 | 희 생 번 | 희 생 플 | 볼 넷 | 고 4 | 사 구 | 삼 진 | 병 살 타 | 타 율 | 출 루 율 | 장 타 율 | O P S |
| ----------- | ----------- | ----- | ----- | ----- | ----- | ----- | ------- | ------- | ----- | ----- | ----- | ----- | -------- | -------- | -------- | ----- | ---- | ----- | ----- | -------- | ----- | -------- | -------- | ----- |
| 1992년      | 한신        | 7     | 17    | 17    | 1     | 3     | 0       | 0       | 0     | 3     | 1     | 0     | 0        | 0        | 0        | 0     | 0    | 0     | 5     | 0        | .176  | .176     | .176     | .353  |
| 1993년      | 한신        | 33    | 73    | 68    | 8     | 11    | 4       | 0       | 2     | 21    | 6     | 0     | 0        | 0        | 0        | 5     | 0    | 0     | 26    | 1        | .162  | .219     | .309     | .528  |
| 1994년      | 한신        | 32    | 36    | 36    | 6     | 10    | 2       | 0       | 2     | 18    | 7     | 0     | 0        | 0        | 0        | 0     | 0    | 0     | 15    | 0        | .278  | .278     | .500     | .778  |
| 1995년      | 한신        | 115   | 338   | 305   | 34    | 76    | 17      | 2       | 8     | 121   | 36    | 3     | 2        | 4        | 3        | 20    | 1    | 6     | 67    | 10       | .249  | .305     | .397     | .702  |
| 1996년      | 한신        | 130   | 541   | 464   | 65    | 122   | 23      | 0       | 22    | 211   | 73    | 5     | 7        | 0        | 8        | 66    | 1    | 3     | 108   | 11       | .263  | .353     | .455     | .808  |
| 1997년      | 한신        | 136   | 544   | 466   | 68    | 106   | 13      | 5       | 23    | 198   | 82    | 2     | 2        | 0        | 3        | 68    | 4    | 7     | 150   | 4        | .227  | .333     | .425     | .758  |
| 1998년      | 한신        | 122   | 456   | 398   | 42    | 90    | 19      | 4       | 15    | 162   | 52    | 3     | 5        | 2        | 2        | 47    | 1    | 7     | 101   | 9        | .226  | .317     | .407     | .724  |
| 1999년      | 한신        | 95    | 323   | 285   | 29    | 73    | 11      | 2       | 8     | 112   | 37    | 6     | 2        | 3        | 2        | 30    | 1    | 3     | 55    | 7        | .256  | .331     | .393     | .724  |
| 2000년      | 한신        | 87    | 186   | 159   | 18    | 35    | 9       | 2       | 4     | 60    | 16    | 0     | 2        | 0        | 1        | 22    | 2    | 4     | 43    | 6        | .220  | .328     | .377     | .705  |
| 2001년      | 한신        | 121   | 448   | 406   | 52    | 122   | 24      | 0       | 12    | 182   | 57    | 7     | 3        | 0        | 5        | 29    | 2    | 8     | 62    | 7        | .300  | .355     | .448     | .803  |
| 2002년      | 한신        | 110   | 452   | 416   | 51    | 122   | 20      | 2       | 13    | 185   | 61    | 7     | 1        | 2        | 3        | 21    | 1    | 10    | 69    | 7        | .293  | .340     | .445     | .785  |
| 2003년      | 한신        | 111   | 456   | 414   | 70    | 115   | 21      | 3       | 16    | 190   | 63    | 1     | 3        | 0        | 3        | 34    | 0    | 5     | 77    | 9        | .278  | .338     | .459     | .797  |
| 2004년      | 한신        | 130   | 513   | 468   | 59    | 143   | 26      | 1       | 18    | 225   | 84    | 4     | 0        | 1        | 7        | 32    | 0    | 5     | 74    | 7        | .306  | .352     | .481     | .832  |
| 2005년      | 한신        | 119   | 342   | 302   | 29    | 84    | 19      | 0       | 8     | 127   | 40    | 1     | 1        | 1        | 3        | 29    | 1    | 7     | 66    | 4        | .278  | .352     | .421     | .772  |
| 2006년      | 한신        | 85    | 144   | 133   | 8     | 24    | 5       | 0       | 2     | 35    | 12    | 1     | 0        | 0        | 0        | 10    | 1    | 1     | 42    | 0        | .180  | .243     | .263     | .506  |
| 2007년      | 한신        | 85    | 106   | 89    | 6     | 17    | 1       | 0       | 3     | 27    | 13    | 1     | 0        | 0        | 1        | 15    | 3    | 1     | 27    | 5        | .191  | .311     | .303     | .615  |
| 2008년      | 한신        | 94    | 121   | 110   | 7     | 33    | 8       | 2       | 0     | 45    | 19    | 0     | 0        | 0        | 1        | 9     | 1    | 1     | 26    | 2        | .300  | .355     | .409     | .764  |
| 2009년      | 한신        | 82    | 99    | 89    | 5     | 20    | 2       | 1       | 1     | 27    | 9     | 0     | 0        | 0        | 2        | 7     | 2    | 1     | 27    | 1        | .225  | .283     | .303     | .586  |
| 2010년      | 한신        | 72    | 71    | 67    | 4     | 17    | 3       | 1       | 1     | 25    | 12    | 0     | 0        | 0        | 0        | 3     | 0    | 1     | 18    | 0        | .254  | .296     | .373     | .669  |
| 2011년      | 한신        | 69    | 69    | 62    | 1     | 17    | 2       | 0       | 1     | 22    | 8     | 0     | 0        | 0        | 1        | 5     | 2    | 1     | 17    | 1        | .274  | .333     | .355     | .688  |
| 2012년      | 한신        | 67    | 69    | 58    | 0     | 13    | 1       | 0       | 0     | 14    | 6     | 0     | 0        | 0        | 1        | 8     | 2    | 2     | 13    | 3        | .224  | .333     | .241     | .580  |
| 통산 : 21년 | 통산 : 21년 | 1902  | 5404  | 4812  | 563   | 1253  | 230     | 25      | 159   | 2010  | 694   | 41    | 28       | 13       | 46       | 460   | 25   | 73    | 1088  | 94       | .260  | .331     | .418     | .752  |

- 2012년 기준.

### 연도별 수비 성적
| 연도 | 1루  | 1루  | 1루  | 1루  | 1루  | 1루    | 외야 | 외야 | 외야 | 외야 | 외야 | 외야   |
| 연도 | 경기 | 척살 | 보살 | 실책 | 병살 | 수비율 | 경기 | 척살 | 보살 | 실책 | 병살 | 수비율 |
| ---- | ---- | ---- | ---- | ---- | ---- | ------ | ---- | ---- | ---- | ---- | ---- | ------ |
| 1992 | -    | -    | -    | -    | -    | -      | 5    | 5    | 0    | 0    | 0    | 1.000  |
| 1993 | -    | -    | -    | -    | -    | -      | 23   | 35   | 0    | 0    | 0    | 1.000  |
| 1994 | -    | -    | -    | -    | -    | -      | 12   | 10   | 0    | 0    | 0    | 1.000  |
| 1995 | -    | -    | -    | -    | -    | -      | 109  | 180  | 4    | 1    | 2    | .995   |
| 1996 | -    | -    | -    | -    | -    | -      | 130  | 193  | 7    | 4    | 1    | .980   |
| 1997 | -    | -    | -    | -    | -    | -      | 134  | 245  | 7    | 2    | 3    | .992   |
| 1998 | -    | -    | -    | -    | -    | -      | 113  | 179  | 3    | 4    | 0    | .978   |
| 1999 | -    | -    | -    | -    | -    | -      | 86   | 129  | 6    | 0    | 1    | 1.000  |
| 2000 | 14   | 100  | 3    | 0    | 13   | 1.000  | 38   | 46   | 0    | 2    | 0    | .958   |
| 2001 | -    | -    | -    | -    | -    | -      | 116  | 167  | 8    | 2    | 1    | .989   |
| 2002 | -    | -    | -    | -    | -    | -      | 110  | 177  | 5    | 1    | 2    | .995   |
| 2003 | 33   | 240  | 12   | 4    | 18   | .984   | 75   | 124  | 3    | 0    | 0    | 1.000  |
| 2004 | -    | -    | -    | -    | -    | -      | 123  | 209  | 4    | 2    | 0    | .991   |
| 2005 | -    | -    | -    | -    | -    | -      | 89   | 123  | 1    | 0    | 1    | 1.000  |
| 2006 | -    | -    | -    | -    | -    | -      | 25   | 18   | 0    | 0    | 0    | 1.000  |
| 2007 | -    | -    | -    | -    | -    | -      | 12   | 6    | 0    | 0    | 0    | 1.000  |
| 2008 | -    | -    | -    | -    | -    | -      | 10   | 10   | 0    | 1    | 0    | .909   |
| 2009 | -    | -    | -    | -    | -    | -      | 1    | 1    | 0    | 0    | 0    | 1.000  |
| 2010 | -    | -    | -    | -    | -    | -      | 1    | 1    | 0    | 0    | 0    | 1.000  |
| 통산 | 47   | 340  | 15   | 4    | 31   | .989   | 1212 | 1858 | 48   | 19   | 11   | .990   |